# ریزوکارپاسو
ریزوکارپاسو (به یونانی: Ριζοκάρπασο)، (به ترکی استانبولی: Dipkarpaz) در ناحیه غازی ماغوسا کشور قبرس شمالی واقع شده‌است. جمعیت این شهر در سال ۲۰۰۶ میلادی در حدود ۵٫۲۱۴ نفر تخمین زده شده‌است.

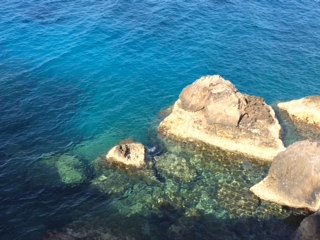
دیپ کارپاز